# Me të jeton
Me të jeton är en låt framförd av den albanska sångerskan Soni Malaj. Låten är på albanska och med låten deltar Malaj i Top Fest 11 under våren 2014.
Låten släpptes då den framfördes i den första omgången av Top Fest den 25 mars 2014. Den skrevs av sångerskan Rozana Radi med musik av kompositören Susie Ahern. Låten blev Malajs tredje bidrag i tävlingen där hon debuterade i dess första upplaga 2004 med "Larg natës". Hennes mest kända bidrag i tävlingen är dock låten "Ndarja" från 2006.
"Me të jeton" blev snabbt populär och dess musikvideo på Youtube är den mest visade i detta års upplaga av tävlingen.